# Taïssia Povaliy
Vous pouvez aider à l'améliorer ou bien discuter des problèmes sur sa page de discussion.
- Il ne cite pas suffisamment ses sources. Vous pouvez indiquer les passages à sourcer avec {{référence nécessaire}} ou {{Référence souhaitée}}, et inclure les références utiles en les liant aux notes de bas de page. (Marqué depuis mars 2023)
- Son texte doit être wikifié : il ne correspond pas à la mise en forme Wikipédia (style, typographie, liens internes, liens entre les wikis, etc.). (Marqué depuis mars 2023)
- La traduction doit être revue. Le contenu est difficilement compréhensible à cause d’erreurs de traduction, peut-être dues à l’utilisation d’un logiciel de traduction automatique. (Marqué depuis mars 2023)

- Archive Wikiwix
- Bing
- Cairn
- DuckDuckGo
- E. Universalis
- Gallica
- Google
- G. Books
- G. News
- G. Scholar
- Persée
- Qwant
- (zh) Baidu
- (ru) Yandex
- (wd) trouver des œuvres sur Wikidata

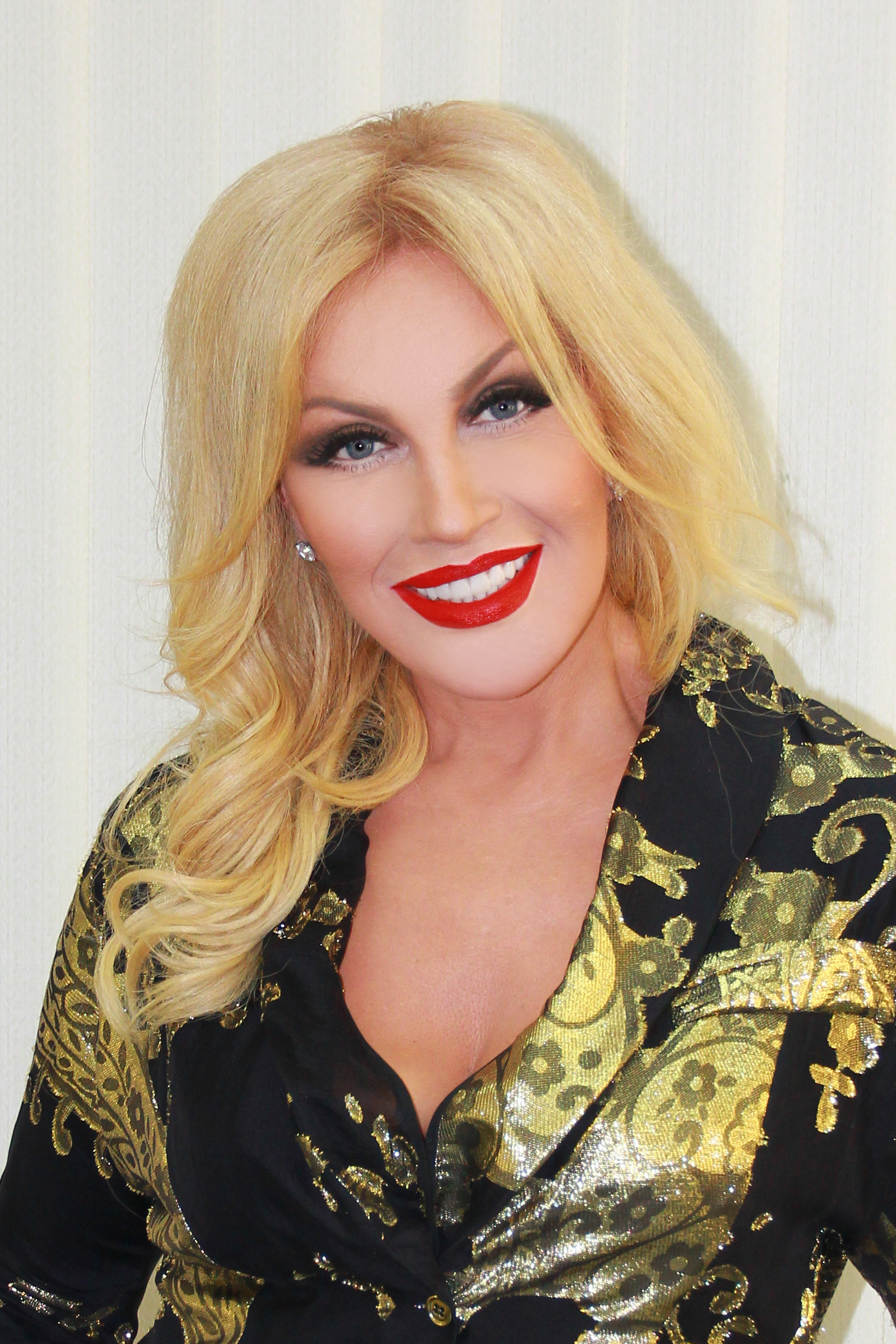
Taïssia Povaliy en 2016.

Taïssia Mykolaïvna Povaliy (en ukrainien : Таїсія Миколаївна Повалій ; en russe : Таи́сия Никола́евна Повали́й, Taïssia Nikolaïevna Povali), de son nom de naissance Hyriavets (Гирявець), est une chanteuse ukrainienne naturalisée russe, née le 10 décembre 1964 à Chamraïevka près de Kiev. Elle interprète des chansons en russe et en ukrainien. Artiste du peuple d'Ukraine depuis 1997 et de la république d'Ingouchie depuis 2012, elle est aussi députée à la Rada (Parlement ukrainien) de 2012 à 2014[réf. souhaitée]. Adoptant une position pro-russe dans le cadre de la guerre russo-ukrainienne, elle s'exile en Russie en 2022.

## Biographie
Taïssia Mykolaïvna Povaliy naît le 10 décembre 1964 dans le village de Chamraïevka, dans l'oblast de Kiev. Elle est la fille de Mykola Hyriavets (né en 1935) et de son épouse Nina Danilovna (née en 1942). À 15 ans, elle part étudier à Kiev.
Elle est diplômée de l'école secondaire de Bila Tserkva et de l'institut de musique R.-N.-Glière de Kiev (en).
En 1982, elle épouse le musicien Volodymyr Ivanovytch Povaliy. Le couple donne naissance à un fils, Denis, le 28 juin 1983, puis divorce en 1993. Son second mari (depuis décembre 1993) est le producteur Igor Léonidovitch Likhouta (né en 1961).

### Positionnement pro-russe
Durant la guerre russo-ukrainienne, Taïssia Povaliy adopte positionnement pro-russe. Lors de l'invasion russe de l'Ukraine en février 2022, elle quitte Kiev pour Moscou et prend la nationalité russe. Elle risque dès lors la prison dans son pays d'origine.

## Prix
- Artiste du peuple d'Ingouchie (2012)
- Ordre de l'Amitié (Russie, 16 décembre 2011) « pour sa contribution exceptionnelle à la préservation et à la promotion de la langue et la culture russe, et l'expansion des liens culturels entre la fédération de Russie et l'Ukraine »
- Ordre de Saint-Nicolas (octobre 1998) « pour la propagation du bien sur la Terre » (Fonds ukrainien des prix internationaux)
- En août 2000 (Jour de l'Indépendance), l'Ordre de la Gloire « Dans la fidélité à la patrie », 2e classe
- En septembre 2000, l'Ordre de Sainte-Anne  (Église orthodoxe ukrainienne du Patriarcat de Moscou)

Gramophone d'or :
- 2005 — Отпусти меня, lâche-moi (en duo avec Nicolaï Baskov).
- 2006 — Ты далеко, tu es loin (en duo avec Nicolaï Baskov).
- 2010 — Отпусти, laisse tomber (en duo avec S. Mikhaïlov).
- 2012 — Верю тебе, je te crois.

## Représentations
- «Grand prix» du festival international Vladimir Ivasyouka, 1993, Tchernivtsi
- «Grand prix» du festival international «Slavyansky Bazar-93», Vitebsk, Biélorussie[1]
- 28 mai 2011 a obtenu une étoile sur «l'allée des étoiles» à Kiev.
- Concours diplômant «Asia Daucy 1991», Alma-Ata
- Premier concours «Marie»

## Militantisme
- En 1996, elle a pris part aux élections législatives dans la région de Zaporijjia.
- En 2001 dans le cadre du programme de concert Star, né en Ukraine, elle a donné un concert de charité pour les enfants à Washington
- En 2012, elle est no 2 sur la liste de Parti des Régions.

## Discographie
- 1994 — Панно кохання
- 1997 — Я вас люблю (Je vous aime)
- 1999 — Сладкий грех (Le péché sucré)
- 2000 — Буде Так
- 2001 — Чарівна скрипка
- 2002 — Одна — Єдина (с Иосифом Кобзоном) Seule (avec Iossif Kobzonom)
- 2002 — Птица вольная (Le petit oiseau libre)
- 2003 — Возвращаю (Je reviens)
- 2003 — Сладкий грех (Le péché sucré)
- 2003 — Українські пісенні перлини
- 2004 — Серденько
- 2005 — Отпусти меня (с Николаем Басковым) / Lâche-moi, avec Nicolaï Baskov
- 2007 — За тобой (Pour toi)
- 2008 — Наказаны любовью (Punis pas l'amour)
- 2010 — Верю тебе (Je te crois)

## Filmographie
- 2001 — Вечера на хуторе близ Диканьки (Комедия), Les soirs du Hameau près de Dikanka (Comédie)
- 2002 — Золушка (Мюзикл/музыкальный), Cendrillon (musical)
- 2003 — Снежная королева (La reine des neiges)
- 2007 — Очень новогоднее кино, или Ночь в музее (Un film très "nouvel an" ou la nuit au musée)
- 2009 — Золотая Рыбка (Le poisson d'or)

## Vidéographie
| Année | Clip                                                                | Régisseur                                   |
| ----- | ------------------------------------------------------------------- | ------------------------------------------- |
| 1995  | «Просто Тая»                                                        | Л.Шульженко - LChouljenko                   |
| 1996  | «Чортополох»                                                        | Семён Горов - Semion Gorov                  |
| 1998  | «Вечерок», soirée                                                   |                                             |
| 1998  | «Сладкий грех», le péché sucré                                      | В.Докаленко - V Dokalenko                   |
| 1998  | «Белая птица», Petit oiseau blanc                                   | В.Якименко - V. Yakimenko                   |
| 2000  | «Буде так»                                                          | Семён Горов - Semion Gorov                  |
| 2000  | «Не питай мене, чому»                                               | Максим Паперник - Maxime Papernik           |
| 2000  | «Чарівна скрипка»                                                   | Семён Горов - Semion Gorov                  |
| 2001  | «Любимый мой», Mon préféré                                          | Семён Горов - Semion Gorov                  |
| 2001  | «Губы твои алые»                                                    | Семён Горов - Semion Gorov                  |
| 2001  | «Пісня про матір»                                                   | Семён Горов - Semion Gorov                  |
| 2002  | «Птица вольная», Petit oiseau libre                                 | Семён Горов - Semion Gorov                  |
| 2003  | «Серденько», Serdenko                                               | Семён Горов - Semion Gorov                  |
| 2004  | «Отпусти меня feat. Николай Басков» Lâche-moi (avec Nicolaï Baskov) | Семён Горов - Semion Gorov                  |
| 2005  | «Ты далеко feat. Николай Басков», Tu es loin (avec Nicolaï Baskov)  | Семён Горов - Semion Gorov                  |
| 2006  | «Переживу», Je survis                                               | Semion Gorov                                |
| 2007  | «За тобой» Pour toi                                                 | Семён Горов - Semion Gorov                  |
| 2007  | «Пусть вам повезет в любви» Laissons les être heureux en amour      | Алан Бадоев - Alan Badoyev                  |
| 2007  | «Бывший», histoire ancienne                                         | Алан Бадоев - Alan Badoyev                  |
| 2010  | «Отпусти feat. Стас Михайлов» Laisse feat., Stan Mikhaïlov          | Катя Царик - Katia Tsarik                   |
| 2010  | «Верю тебе» Je te crois                                             | Катя Царик -Katia Tsarik                    |
| 2011  | «Уходи» Va-t-en                                                     | Семен Горов - Semion Gorov                  |
| 2012  | «Я помолюсь за тебя», je prie pour toi                              | Александр Филатович - Alexandre Filatovitch |
| 2012  | «Доля»                                                              | Александр Филатович - Alexandre Filatovitch |
| 2013  | «Где любовь, там и рвётся», où est l'amour est la déchirure         | Алан Бадоев - Alan Badoyev                  |
| 2013  | «Календарь любви», Calendrier d'amour                               | Семен Горов - Semion Gorov                  |